# Мусаннаф Абд ар-Раззака
Мусаннаф Абд ар-Раззака (араб. مصنف عبد الرزاق‎) — сборник хадисов, составленный Абду-р-Раззаком ас-Санани. Большинство в Мусаннафе пришли от Мамара ибн Рашида, Ибн Джурайджа и Суфьяна ас-Саури, меньшая часть — от Анас ибн Малика, Абу Ханифы, Суфьяна ибн Уяйны. Включает хадисы маукуф, хадисы маруф, хадисы макту категории сахих, хасан и даиф. В современном виде известна после того, как его собрал и скомпилировал маулана Хабиб ар-Рахман аль-Азми собрал тахкык из разрозненных перемешанных источников и отредактировал как единую книгу после того, как та считалась утерянной почти 1100 лет. Аз-Захаби описывался как «сокровищница знаний».